# Bataille de Salamine de Chypre (306 av. J.-C.)
Pour les articles homonymes, voir Bataille de Salamine de Chypre et Bataille de Salamine.
Guerres des diadoques
Batailles
Guerres des Diadoques
- Hellespont
- Orcynia
- Crétopolis
- Paraitacène
- Gabiène
- Gaza
- Guerre babylonienne
- Salamine de Chypre
- Rhodes
- Ipsos
- Couroupédion

La bataille de Salamine de Chypre en 306 av. J.-C. est une bataille entre les flottes de Ptolémée et d'Antigone le Borgne, deux des Diadoques, les successeurs d'Alexandre le Grand. La flotte d'Antigone est dirigée par son fils Démétrios, qui a envahi Chypre et assiégé le frère de Ptolémée, Ménélaos. La bataille est une victoire complète pour Démétrios et aboutit à la reddition de Ménélaos et à la prise de Chypre. En conséquence, Antigone prend le titre royal laissé vacant depuis l'assassinat d'Alexandre IV par Cassandre en 310.

## Contexte historique
Pendant les guerres des Diadoques qui ont suivi la mort d'Alexandre le Grand, Ptolémée, qui a pris le contrôle de l'Égypte, a pris l'île de Chypre et l'utilise comme base d'opérations contre son rival Antigone le Borgne. Depuis Chypre, les forces de Ptolémée pillent les côtes de la Syrie et de l'Asie Mineure. Au début de 306, Antigone décide de supprimer cette menace, et ordonne à son fils, Démétrios de capturer l'île. À ce moment, Démétrios est en Grèce, où il a l'année précédente renversé la garnison installée à Athènes par le souverain de Macédoine, Cassandre. La ciré, avec sa voisine Mégare, qui a restauré la démocratie, s'allie avec Démétrios. En conséquence, lorsque Démétrios part d'Athènes au printemps 306 pour capturer Chypre, il est accompagné par 30 quadrirèmes athéniennes.
Démétrios traverse la mer Égée et rejoint la côte de Carie, d'où il appelle les Rhodiens à se joindre à lui, en vertu de l'alliance de ces derniers avec son père. Cependant, les Rhodiens, qui maintiennent de bonnes relations avec Ptolémée, refusent,. Il rejoint ensuite la Cilicie, où il renforce son armée avec des troupes supplémentaires avant d’entreprendre la traversée vers Chypre. Son armée comptent 15 000 fantassins et 500 cavaliers, et sa flotte est composée de 53 navires lourds (sept heptereis, 10 hexereis, 20 quinquérèmes) et plus de 110 navires plus légers (trirèmes et quadrirèmes), bien que les chiffres exacts ne soient pas très clairs. En face celui, le frère de Ptolémée, Ménélaos, oppose 12 000 fantassins, 800 cavaliers et 60 navires,.
Démétrios débarque sur la péninsule de Karpas au nord-est de l'île et capture les villes de Carpasia (en) et Urania. Laissant sa flotte là, il marche à l’intérieur des terres contre la ville de Salamine de Chypre. Ménélas décide d'affronter Démétrios dans une bataille à huit kilomètres de la ville, mais il est défait avec de lourdes pertes (1 000 morts et 3 000 prisonniers) et doit se replier derrière ses murs. Démétrios amène ensuite sa flotte et ses engins de siège devant la ville de Salamine. C’est le début du premier des sièges remporté par Démétrios qui lui vaut son surnom de « Poliorcète » après le siège de Rhodes. C’est aussi la première fois qu’une tour de siège de neuf étages ou hélépole est utilisée. Les machines Démétrios ouvrent une brèche dans le mur et permettent aux assaillants de lancer l'assaut, mais Ménélas réussit à repousser l'attaque et à brûler les machines de siège. Dans l'intervalle, en réponse aux appels de son frère, Ptolémée lui-même est arrivé à Paphos à la tête de 140 navires de guerre (quadrirèmes et quinquérèmes) et plus de 10 000 hommes sur 200 navires de transports,.

## Déroulement de la bataille
Ptolémée décide de lancer une attaque de nuit depuis Cition, et le cap Greco, vers Salamine, dans l'espoir de surprendre Démétrios en combinant sa flotte avec la soixante de navires de son frère afin de surpasser la flotte de Démétrios. Cependant, Démétrios, informé de l'arrivée de Ptolémée, prend des mesures afin de contrer celui-ci. Il équipe ses navires avec des balistes et des catapultes, arme ses navires avec ses meilleures troupes et envoie sa flotte se mettre à l'ancre juste à l'extérieur du port de la ville, bloquant Ménélaos dans le port et s'interposant entre les deux flottes ennemies. Démétrios prend un risque calculé. Il escompte être en mesure de vaincre Ptolémée avant que Ménélaos puisse faire sortir sa flotte du port et le prendre à revers,,.
Alors que la flotte de Ptolémée arrive en vue de la ville juste après l'aube, cette dernière découvre la flotte de Démétrios déployée et prêt à la recevoir. Avec sa flotte qui atteint 180 navires avec les navires capturés à Chypre, Démétrios concentre l'essentiel de ses forces contre Ptolémée, ne laissant que 10 quinquérèmes sous le commandement d’Antisthène afin de bloquer la sortie étroite du port de Salamine et pour au moins retarder l'intervention de Ménélaos. Démétrios rassemble ses meilleurs navires, 7 heptereis phéniciens, l'escadre athénienne, et derrière eux 10 hexereis et 10 quinqérèmes sur la gauche, sous le commandement de l'amiral Médios de Larissa. Médios est le commandant réel de la flotte, bien que Démétrios lui-même soit également présent sur l'aile gauche à bord de son vaisseau amiral, un hepteres. Son centre comprend les plus légers navires de sa flotte, sous le commandement de Thémison de Samos et Marsyas de Pella, tandis que l’aile droite est confiée à Hégésippe d'Halicarnasse et Pleistias de Cos, le pilote en chef (archikybernetes, commandant en second après Médios) de la flotte,.
Ptolémée redéploie rapidement sa flotte afin de contrer les dispositions prises par son adversaire. Il ordonne notamment aux navires transportant son armée de se replier, et masse les plus grands navires de sa flotte sur sa gauche, qu'il commande en personne,. Selon l'historien Richard Billows (en), la bataille devient une course entre les deux dynastes pour d'abord vaincre l'aile droite de son adversaire, avant de manœuvrer et d’attaquer le centre de l'ennemi, avec l’interrogation si oui ou non Ménélaos réussirait à sortir de Salamine à temps pour intervenir.
Selon Diodore, qui fournit le plus grand compte et probablement le plus fiable de la bataille, lorsque les deux flottes sont à environ trois stades l’une de l’autre, Démétrios et Ptolémée soulèvent le signal de l'attaque (un bouclier doré), et les deux flottes se mettent à charger. Diodore décrit le combat naval :

« Le combat eut d'abord lieu à coups de flèches, de javelots et de pierres lancées par les balistes ; des deux côtés il y eut beaucoup de blessés. Puis les navires s'approchaient; le moment de l'abordage était arrivé, les ponts étaient couverts de combattants, et les rameurs, excités par la voix des contremaîtres, redoublaient d'efforts. Le premier choc fut terrible; quelques navires, ayant les rames brisées, ne pouvaient ni avancer ni reculer, et les équipages étaient ainsi mis hors de combat. D'autres navires se frappaient le front à coups d'éperon; les soldats placés sur le pont se blessaient à bout portant. Quelques triérarques ordonnaient l'abordage par les flancs, et les navires, ainsi accrochés, se transformaient en un champ de bataille sanglant ; les uns, en sautant à l'abordage, glissèrent, tombèrent dans la mer, et furent sur-le-champ massacrés à coups de piques; les autres, plus heureux, se maintinrent sur le bâtiment ennemi, tuèrent une partie de l'équipage et précipitèrent l'autre dans la mer. En un mot, des combats variés et étranges animaient la scène. Ici un faible équipage l'emportait par ses bâtiments à haut bord : là un équipage plus fort fut écrasé, parce que les ponts étaient trop bas, et que l'inégalité des circonstances est aussi pour beaucoup dans ces sortes de combats. Dans les combats qui se livrent sur terre, le courage est manifeste, et aucun événement étranger ne peut lui enlever la palme, tandis que dans les batailles navales beaucoup de causes diverses peuvent abattre le courage et contribuer inopinément à la victoire. »

— Diodore de Sicile, Bibliothèque historique,.
Démétrios lui-même se distingue par sa bravoure lorsque les hommes de Ptolémée montent à bord de son vaisseau-amiral, en tuant plusieurs ennemis à coups de javelots et avec sa lance. De ses trois gardes du corps, qui essayent de le protéger avec leurs boucliers, un est tué et les deux autres sont grièvement blessés. En fin de compte, les ailes gauches respectives des deux flottes sont victorieuses, mais Démétrios s'est montré plus rapide ; au moment où Ptolémée se tourne pour attaquer le centre de Démétrios, il trouve le reste de sa flotte déjà vaincu et en fuite. Ménélaos de son côté réussit à forcer le blocus avec 60 navires sous le commandement de Menoetius, mais pour trouver la bataille déjà perdue,,. Démétrios charge Neon et Burichus de poursuivre la flotte en fuite et de repêcher les hommes à la mer, avant de revenir en triomphateur dans son camp. Sa flotte a seulement perdu 20 navires endommagés, tous remis en service après des réparations, tandis que la flotte de Ptolémée a perdu 80 navires. Plus important encore, les forces de Demetrios ont capturé 40 des navires de guerre de Ptolémée intacts avec leurs équipages, ainsi que plus d'une centaine de navires de transport avec quelque 8 000 soldats à bord,,.

## Conséquences

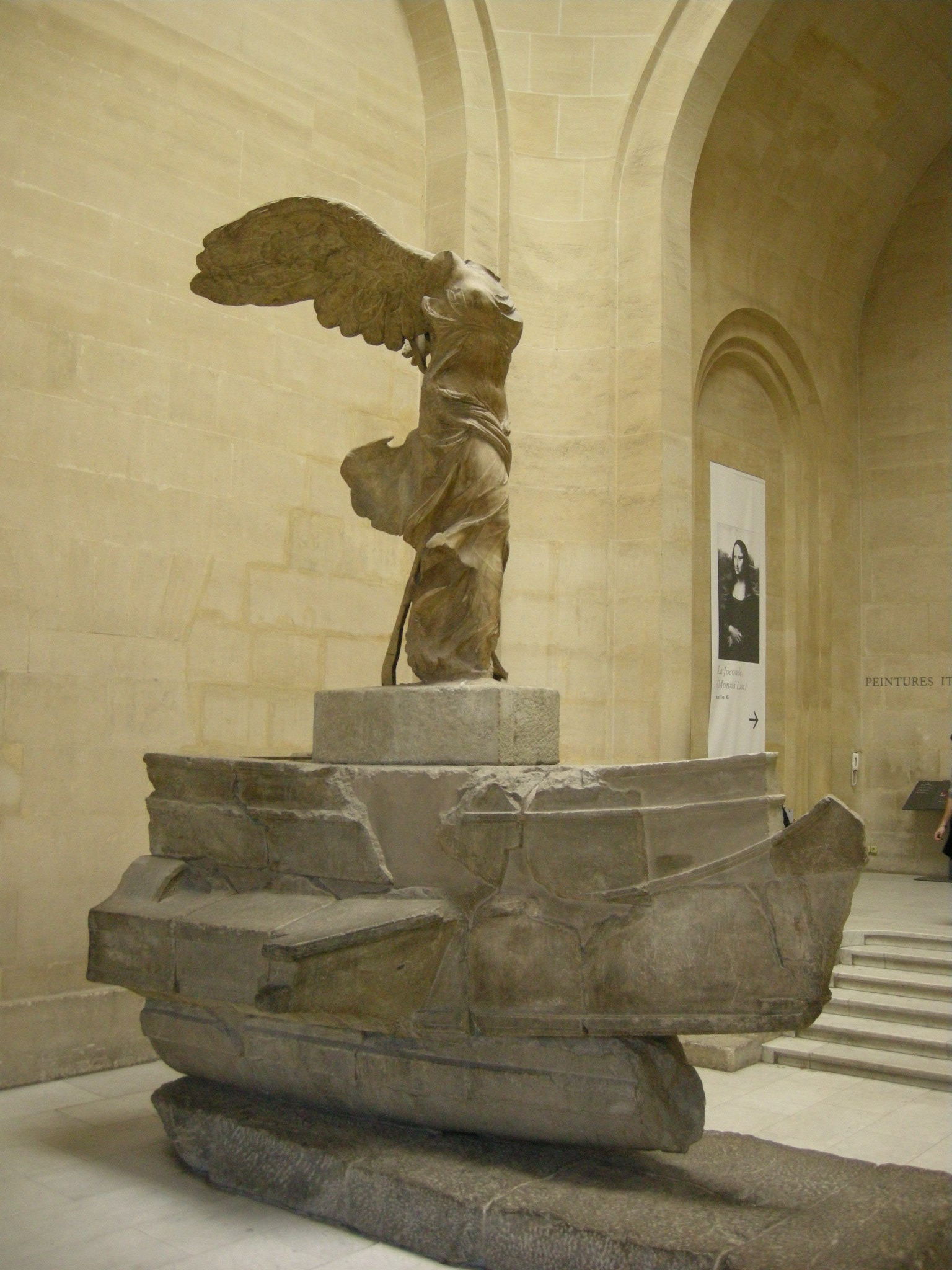
Victoire de Samothrace, musée du Louvre.

À la suite de cette défaite, Ptolémée se retire en Égypte, et Ménélaos est forcé de rendre Salamine et sa garnison, augmentant encore la force de Démétrios. Démétrios prend ensuite le contrôle du reste de Chypre, dont l’ensemble de ses garnisons, quelque 16 000 fantassins et 800 cavaliers, incorporés dans sa propre armée. Ménélaos et les autres proches de Ptolémée qui avaient été capturés, sont rapidement renvoyés en Égypte avec leurs biens personnels,.
La victoire à Salamine est utilisée par Antigone comme prétexte pour prendre le titre de basileus (« roi » en grec ancien), le trône de Macédoine étant vacant depuis l'assassinat d'Alexandre IV par Cassandre. Dans le même temps, avec la volonté de fonder une nouvelle dynastie, son fils Démétrios est associé au trône,. L’ascension au titre royal d'Antigone est suivie par une tentative d'éliminer Ptolémée avec une invasion massive mais ratée de l'Égypte à l'automne 306,, puis par le célèbre, mais tout aussi infructueux, siège de Rhodes par Démétrios en 305-304,. Enfin, en 302 av. J.-C., les dynastes restants, Ptolémée, Cassandre, Séleucos et Lysimaque ayant à leur tour, ayant pris le titre royal, s'allient contre Antigone et le vainquent à la bataille d'Ipsos en 301. Antigone est tué, son royaume étant divisé entre les vainqueurs.
Si la bataille de Salamine est proposée par certains savants modernes comme l'une des trois batailles navales possibles avec la bataille d'Amorgos (322 av. J.-C.) et la bataille de Cos (261/255 av. J.-C.), à l'origine de l'érection de la statue de la Victoire de Samothrace, cette hypothèse semble rejetée par d'autres historiens.

### Sources antiques
- Diodore de Sicile (trad. Jean-Chrétien-Ferdinand Hœfer), Bibliothèque historique, vol. 4, Paris, Adolphe Delahayes, 1851, 499 p. (lire en ligne). .